# Forsvaret
Forsvaret er Danmarks væbnede styrker med ansvar for det militære forsvar af kongeriget. Forsvarschefen er alene militærfaglig rådgiver for Forsvarsministeren og øverstkommanderende for den militære del af Forsvaret - kaldet Forsvarskommandoen. Forsvaret er organiseret med Forsvarskommandoen og et antal styrelser under Forsvarsministeriet, der varetager den politiske og bevillingsmæssige styring af Forsvaret. Det er dog Folketinget, der udstikker rammerne for Forsvarets opgaver og økonomi. Siden 1988 er det sket gennem indgåelse af fireårige forsvarsforlig, der nyder bred politisk opbakning. Det samlede budget for Forsvaret andrager omkring 58,5 milliarder kroner (2025), Det skal dog bemærkes, at NATO opgør standardiserede forsvarsudgifter lidt forskelligt på tværs af NATO-landene, således at omkostningerne i 2024 er cirka 2,02 % af bruttonationalproduktet.
Der er værnepligt for mænd i Danmark, og lige over 2 millioner danske mænd mellem 18 og 49 år er til rådighed til indkaldelse for Forsvaret i tilfælde af krig. Aktuelt beskæftiger Forsvaret sig med cirka 24.746 fastansatte.
Forsvaret omfatter følgende tre værn:
- Hæren.
- Søværnet.
- Flyvevåbnet.

Hjemmeværnet er en selvstændig styrelse, som opstiller enheder, som kan indsættes sammen med de tre værn.
Ifølge forsvarsloven er Forsvarets formål at bidrage til at fremme fred og sikkerhed ved at forebygge konflikter og krig, hævde Danmarks suverænitet (Nationale operationer) og sikre landets fortsatte eksistens og integritet samt at fremme en fredelig udvikling i verden under hensyntagen til menneskerettighederne. Det sker gennem en aktiv deltagelse i NATO-samarbejdet i form af konfliktforebyggelse, krisestyring samt forsvar af alliancens område. Forsvaret skal også deltage i tillidsskabende og stabilitetsfremmende opgaver, dialog og samarbejde med lande uden for NATO med særlig vægt på Central- og Østeuropa. Kun i enkelte tilfælde – med Irakkrigen som det seneste – har Danmark deltaget i internationale operationer uden NATO-mandat.
Historisk har Danmark forholdt sig neutral under 1. verdenskrig og i begyndelsen af 2. verdenskrig, men efter verdenskrigene nåede man til en erkendelse af, at neutralitet ikke sikrede landets sikkerhed. Efter den kolde krigs ophør har det danske forsvar ikke længere fokus på at være territorialforsvar, men har i stedet styrket sin deltagelse i internationale operationer.[kilde mangler]

## Organisation
Forsvarets organisation pr. 1. oktober 2014.
|             |             |             |             |             |             |             |             |  |  |                           |                           |                           |                           |                           |                           |                           |                           |  |  |           |           |           |           |           |           |           |           |  |  | Værnsfælles Forsvarskommando |              |              |              |              |              |              |              |  |  |              |              |              |              |              |              |              |              |  |  |                  |                  |                  |                  |                  |                  |                  |                  |  |  |                               |                               |                               |                               |                               |                               |                               |                               |
|             |             |             |             |             |             |             |             |  |  |                           |                           |                           |                           |                           |                           |                           |                           |  |  |           |           |           |           |           |           |           |           |  |  |                              |              |              |              |              |              |              |              |  |  |              |              |              |              |              |              |              |              |  |  |                  |                  |                  |                  |                  |                  |                  |                  |  |  |                               |                               |                               |                               |                               |                               |                               |                               |
|             |             |             |             |             |             |             |             |  |  |                           |                           |                           |                           |                           |                           |                           |                           |  |  |           |           |           |           |           |           |           |           |  |  |                              |              |              |              |              |              |              |              |  |  |              |              |              |              |              |              |              |              |  |  |                  |                  |                  |                  |                  |                  |                  |                  |  |  |                               |                               |                               |                               |                               |                               |                               |                               |
| Operationer | Operationer | Operationer | Operationer | Operationer | Operationer | Operationer | Operationer |  |  | Koordination og Udvikling | Koordination og Udvikling | Koordination og Udvikling | Koordination og Udvikling | Koordination og Udvikling | Koordination og Udvikling | Koordination og Udvikling | Koordination og Udvikling |  |  | Hærstaben | Hærstaben | Hærstaben | Hærstaben | Hærstaben | Hærstaben | Hærstaben | Hærstaben |  |  | Marinestaben                 | Marinestaben | Marinestaben | Marinestaben | Marinestaben | Marinestaben | Marinestaben | Marinestaben |  |  | Flyverstaben | Flyverstaben | Flyverstaben | Flyverstaben | Flyverstaben | Flyverstaben | Flyverstaben | Flyverstaben |  |  | Arktisk Kommando | Arktisk Kommando | Arktisk Kommando | Arktisk Kommando | Arktisk Kommando | Arktisk Kommando | Arktisk Kommando | Arktisk Kommando |  |  | Specialoperations- kommandoen | Specialoperations- kommandoen | Specialoperations- kommandoen | Specialoperations- kommandoen | Specialoperations- kommandoen | Specialoperations- kommandoen | Specialoperations- kommandoen | Specialoperations- kommandoen |

## Nationalt fokus
Nationale operationer er Forsvarets betegnelse for en række aktiviteter, som gennemføres og planlægges i relation til Danmark og de nationale opgaver. Der skelnes mellem nationale operationer og internationale operationer. Hvor internationale operationer omfatter udsendelsen af styrker fra Danmark samt kapacitetsopbygning i svage stater, så omfatter nationale operationer en bred vifte af opgaver inden for Kongeriget Danmarks grænser, herunder også Grønland og Færøerne. Begrebet spænder fra støtte til det civile samfund i fredstid - fx i forbindelse med snestorme eller stormflod over kriser såsom større ulykker eller katastrofer til krigstidsopgaver.
Nationale operationer omfatter overvågning og suverænitetshævdelse. Overvågning af landområdet påhviler politiet, som kan anmode om støtte fra Forsvaret. Det eneste landterritorium, der fast overvåges af Forsvaret, er den nordøstlige del af Grønland. Denne opgave løses af Siriuspatruljen, der er tillagt politimyndighed. Farvandsovervågningen udføres primært af søværnets 3. Eskadre. Søværnets Overvågnings Enhed (SOE) har ansvaret for overvågningen af farvande med kystradarer og Vessel traffic service (VTS) i henholdsvis Øresund og Storebælt. Patruljeskibe fra søværnet samt lejlighedsvis støtte fra Marinehjemmeværnet varetager overvågning og suverænitetshævdelse til søs. Søværnets opgaveløsning ved Grønland og Færøerne varetages primært af Søværnets 1. Eskadre.

## Historisk oversigt over det samlede forsvarsbudget[12]
| År   | Procentdel af BNP | Samlede udgifter (Forsvarsministeriet) i millioner kroner | Samlede udgifter (NATO-standard) (Forsvarsministeriet) i mia. kr. | Procentdel af BNP (NATO-standard) |
| ---- | ----------------- | --------------------------------------------------------- | ----------------------------------------------------------------- | --------------------------------- |
| 1949 | Data mangler      | 360                                                       |                                                                   |                                   |
| 1950 | 1,7 %             | 359                                                       |                                                                   |                                   |
| 1960 | 2,7 %             | 1.113                                                     |                                                                   |                                   |
| 1970 | 2,4 %             | 2.967                                                     |                                                                   |                                   |
| 1980 | 2,4 %             | 9.117                                                     |                                                                   |                                   |
| 1990 | 2,0 %             | 16.399                                                    |                                                                   |                                   |
| 2000 | 1,5 %             | 19.339                                                    |                                                                   |                                   |
| 2010 | 1,4 %             | 25.328                                                    |                                                                   |                                   |
| 2015 | 1,05 %            | 20.892 Forlig                                             |                                                                   |                                   |
| 2020 |                   |                                                           | N/A                                                               | 1,38                              |
| 2021 |                   |                                                           | 33,2                                                              | 1,32                              |
| 2022 |                   |                                                           | 38,7                                                              | 1,38                              |

## Internationale engagementer efter 2. verdenskrig

### Hæren
- United Nations Emergency Force I (UNEF I), Gaza, 1956-1967
- United Nations Operations in the Congo (ONUC), Demokratiske Republik Congo, 1960-1964
- United Nations Peacekeeping Force in Cyprus (UNFICYP), Cypern, 1964-1994
- United Nations Protection Force (UNPROFOR), Ex-Jugoslavien, 1992-1995
  - Herunder Operation Bøllebank, 1994
- Stabilization Force (SFOR), Bosnien, 1996-2004
- Kosovo Force (KFOR), Kosovo, 1999-nutid
- United Nations Mission in Ethiopia and Eritrea (UNMEE), 2000-2001
- International Security Assistance Force (ISAF), Afghanistan, 2001-2014[14]
- DANCON/IRAK, Irak, 2003-2007
- Movement Force Protection Team (MFPT), Afghanistan, 2014-nutid

### Søværnet
- Operation Desert Shield/Desert Storm: F355 Olfert Fischer, 1990-1991[15]
- Operation Sharp Guard: F354 Niels Juel, 1993-1996[15]
- Operation Allied Harvest: N43 Lindormen og P554 Makrelen, 1999[16][17]
- Operation Active Endeavour: F354 Niels Juel, F355 Olfert Fischer og S323 Sælen, 2001-2002[15]
- Operation Iraqi Freedom: F355 Olfert Fischer og S323 Sælen, 2003[16]
- Operation Active Endeavour Strait of Gibraltar (STROG): P560 Ravnen, P562 Viben, 2003[16]
- Operation Active Endeavour: F356 Peter Tordenskiold, 2004[16]
- United Nations Interim Force In Lebanon (UNIFIL): P557 Glenten, P560 Ravnen, P562 Viben og F356 Peter Tordenskiold 2006-2008[16]
- Ledsagelse af WFP-chartrede skibe v. Afrikas Horn: F357 Thetis, 2008[18]
- Task Force 150: L16 Absalon og Søværnets Taktiske Stab, 2008-2009[19]
- Task Force 151: L16 Absalon og Søværnets Taktiske Stab, 2009 og 2011-2012[20]
- Operation Ocean Shield: L16 Absalon, L17 Esbern Snare og F361 Iver Huitfeldt, 2009-2015, [21][22][23]
- Operation RECSYR: L17 Esbern Snare, F362 Peter Willemoes, 2013-2014[24]
- Operation RECLIB: L16 Absalon, 2016[25]

### Flyvevåbnet
- Den congolesiske borgerkrig, Sikorsky S-55-helikopterbesætninger, 1960-1964[26]
- Operation Allied Force, Restjugoslavien, 9 F-16-fly (Grazzanise AB, Italien), 1999[27].
- Operation Enduring Freedom, Afghanistan, 6 F-16-fly (Ganci AB, Kirgisistan, 743 missioner), 2001-2003[27]
- UNAMI, Kuwait/Irak, 1 C-130 Hercules transportfly fra ATW med support og sikkerhed fra CSW/660SQN, JAN-AUG 2007
- HELDET/IRAK, Irak, 4 Fennec-helikoptere, 2007 [28]
- International Security Assistance Force (ISAF), Afghanistan, 4 Fennec-helikoptere, 2008[29][30]
- Operation Unified Protector, Libyen, 4 × F-16-fly, (Sigonella-basen, Sicilien, 600 missioner og 923 kastede præcisionsbomber[31]), 2011
- Operation Ocean Shield, Adenbugten, 1 × CL-604 (Seychellerne), 2011-2016[32][33]
- Operation Serval (militær intervention i Mali), 1 × C-130 transportfly, 2013[34]
- Operation Inherent Resolve – Bombninger af Islamisk Stat i Irak, 7 × F-16-fly i Kuwait[35]

### Hjemmeværnet
- Personbeskyttelsesdetachement Bashra, Irak (2006) - hovedsageligt SSR
- Personbeskyttelsesdetachement Baghdad, Irak (2007)
- Bevogtningsdelingen, Helmand, Afghanistan (2009-2011)
- Bevogtningsdelingen, Kosovo (2011-2013)
- Rådgivningshold til landbrug, Helmand, Afghanistan (2013-2014)
- Instruktører - Operation Inherent Resolve, Irak (2016-2017)
- Bevogtningsdelingen, Mali (2017)
- Bevogtningsdelingen, Kosovo (2023-2025)

## Militære grader

### Officerer
| NATO kode          | OF-10             | OF-10             | OF-9    | OF-9    | OF-8            | OF-8            | OF-7          | OF-7          | OF-6            | OF-6            | OF-5      | OF-5      | OF-4             | OF-4             | OF-3           | OF-3           | OF-2            | OF-2            | OF-1            | OF-1            | OF-1            | OF-1     | OF-1     | OF-1     | OF(D)          | OF(D)          | OF(D)          | OF(D)          | OF(D)          | OF(D)          | Officers Elev | Officers Elev | Officers Elev | Officers Elev | Officers Elev | Officers Elev |
| ------------------ | ----------------- | ----------------- | ------- | ------- | --------------- | --------------- | ------------- | ------------- | --------------- | --------------- | --------- | --------- | ---------------- | ---------------- | -------------- | -------------- | --------------- | --------------- | --------------- | --------------- | --------------- | -------- | -------- | -------- | -------------- | -------------- | -------------- | -------------- | -------------- | -------------- | ------------- | ------------- | ------------- | ------------- | ------------- | ------------- |
| Hæren              | Ingen tilsvarende | Ingen tilsvarende |         |         |                 |                 |               |               |                 |                 |           |           |                  |                  |                |                |                 |                 |                 |                 |                 |          |          |          |                |                |                |                |                |                |               |               |               |               |               |               |
| Hæren              | Ingen tilsvarende | Ingen tilsvarende | General | General | Generalløjtnant | Generalløjtnant | Generalmajor  | Generalmajor  | Brigadegeneral  | Brigadegeneral  | Oberst    | Oberst    | Oberstløjtnant   | Oberstløjtnant   | Major          | Major          | Kaptajn         | Kaptajn         | Premierløjtnant | Premierløjtnant | Premierløjtnant | Løjtnant | Løjtnant | Løjtnant | Sekondløjtnant | Sekondløjtnant | Sekondløjtnant | Sekondløjtnant | Sekondløjtnant | Sekondløjtnant | Officerselev  | Officerselev  | Officerselev  | Officerselev  | Officerselev  | Officerselev  |
| Søværnet           | Ingen tilsvarende | Ingen tilsvarende |         |         |                 |                 |               |               |                 |                 |           |           |                  |                  |                |                |                 |                 |                 |                 |                 |          |          |          |                |                |                |                |                |                |               |               |               |               |               |               |
| Søværnet           | Ingen tilsvarende | Ingen tilsvarende | Admiral | Admiral | Viceadmiral     | Viceadmiral     | Kontreadmiral | Kontreadmiral | Flotilleadmiral | Flotilleadmiral | Kommandør | Kommandør | Kommandørkaptajn | Kommandørkaptajn | Orlogskaptajn  | Orlogskaptajn  | Kaptajnløjtnant | Kaptajnløjtnant | Premierløjtnant | Premierløjtnant | Premierløjtnant | Løjtnant | Løjtnant | Løjtnant |                |                |                |                |                |                |               |               |               |               |               |               |
| Flyvevåbnet ·      | Ingen tilsvarende | Ingen tilsvarende |         |         |                 |                 |               |               |                 |                 |           |           |                  |                  |                |                |                 |                 |                 |                 |                 |          |          |          |                |                |                |                |                |                |               |               |               |               |               |               |
| Flyvevåbnet ·      | Ingen tilsvarende | Ingen tilsvarende | General | General | Generalløjtnant | Generalløjtnant | Generalmajor  | Generalmajor  | Brigadegeneral  | Brigadegeneral  | Oberst    | Oberst    | Oberstløjtnant   | Oberstløjtnant   | Major          | Major          | Kaptajn         | Kaptajn         | Premierløjtnant | Premierløjtnant | Premierløjtnant | Løjtnant | Løjtnant | Løjtnant | Sekondløjtnant | Sekondløjtnant | Sekondløjtnant | Sekondløjtnant | Sekondløjtnant | Sekondløjtnant |               |               |               |               |               |               |
| Forsvarets løntrin |                   |                   | M406    | M406    | M405            | M405            | M404          | M404          | M403            | M403            | M402      | M402      | M401             | M401             | M332 M331 M322 | M332 M331 M322 | M321            | M321            | M312            | M312            | M312            | M311     | M311     | M311     | M310           | M310           | M310           | M310           | M310           | M310           |               |               |               |               |               |               |

### Andre grader
| NATO Code                | OR-9                     | OR-9                     | OR-9        | OR-9        | OR-9        | OR-9          | OR-8          | OR-8        | OR-7        | OR-7    | OR-6    | OR-6    | OR-6                   | OR-6                   | OR-6                   | OR-6     | OR-5     | OR-5     | OR-5     | OR-5                     | OR-5                     | OR-5                | OR-4                | OR-4                | OR-4                | OR-4                | OR-3                | OR-3            | OR-2            | OR-2 | OR-2 | OR-2 | OR-2 | OR-2 | OR-1 | OR-1 |
| ------------------------ | ------------------------ | ------------------------ | ----------- | ----------- | ----------- | ------------- | ------------- | ----------- | ----------- | ------- | ------- | ------- | ---------------------- | ---------------------- | ---------------------- | -------- | -------- | -------- | -------- | ------------------------ | ------------------------ | ------------------- | ------------------- | ------------------- | ------------------- | ------------------- | ------------------- | --------------- | --------------- | ---- | ---- | ---- | ---- | ---- | ---- | ---- |
| Hæren                    |                          |                          |             |             |             |               |               |             |             |         |         |         |                        |                        |                        |          |          |          |          |                          |                          |                     |                     |                     |                     |                     |                     |                 |                 |      |      |      |      |      |      |      |
| Hærchefsergent           | Hærchefsergent           | Hærchefsergent           | Chefsergent | Chefsergent | Chefsergent | Seniorsergent | Seniorsergent | Oversergent | Oversergent | Sergent | Sergent | Sergent | Sergent (Officerselev) | Sergent (Officerselev) | Sergent (Officerselev) | Korporal | Korporal | Korporal | Korporal | Overkonstabel af 1. grad | Overkonstabel af 1. grad | Overkonstabel       | Overkonstabel       | Overkonstabel       | Overkonstabel       | Overkonstabel       | Overkonstabel       | Konstabel       | Konstabel       |      |      |      |      |      |      |      |
| Søværnet                 |                          |                          |             |             |             |               |               |             |             |         |         |         |                        |                        |                        |          |          |          |          |                          |                          |                     |                     |                     |                     |                     |                     |                 |                 |      |      |      |      |      |      |      |
| Søværnschefsergent       | Søværnschefsergent       | Søværnschefsergent       | Chefsergent | Chefsergent | Chefsergent | Seniorsergent | Seniorsergent | Oversergent | Oversergent | Sergent | Sergent | Sergent | Sergent SØ             | Sergent SØ             | Sergent SØ             | Korporal | Korporal | Korporal | Korporal | Marinespecialist         | Marinespecialist         | Marineoverkonstabel | Marineoverkonstabel | Marineoverkonstabel | Marineoverkonstabel | Marineoverkonstabel | Marineoverkonstabel | Marinekonstabel | Marinekonstabel |      |      |      |      |      |      |      |
| Flyvevåbnet              |                          |                          |             |             |             |               |               |             |             |         |         |         |                        |                        |                        |          |          |          |          |                          |                          |                     |                     |                     |                     |                     |                     |                 |                 |      |      |      |      |      |      |      |
| Flyvevåbnets Chefsergent | Flyvevåbnets Chefsergent | Flyvevåbnets Chefsergent | Chefsergent | Chefsergent | Chefsergent | Seniorsergent | Seniorsergent | Oversergent | Oversergent | Sergent | Sergent | Sergent | Sergent (Officerselev) | Sergent (Officerselev) | Sergent (Officerselev) | Korporal | Korporal | Korporal | Korporal | Flyverspecialist         | Flyverspecialist         | Flyveroverkonstabel | Flyveroverkonstabel | Flyveroverkonstabel | Flyveroverkonstabel | Flyveroverkonstabel | Flyveroverkonstabel | Flyverkonstabel | Flyverkonstabel |      |      |      |      |      |      |      |
| Forsvarets løntrin       | M232                     | M232                     | M232        | M232        | M232        | M232          | M231          | M231        | M221        | M221    |         |         |                        |                        |                        |          | M212     | M212     | M212     | M211                     | M211                     | M211                | M113                | M113                | M113                | M113                | M112                | M112            | M112            | M112 | M112 | M112 | M112 | M112 | M112 | M112 |